# Réalisme expérimental
Pour les articles homonymes, voir réalisme.
En sciences expérimentales, la notion de réalisme réfère à la question de savoir dans quelle mesure les résultats obtenus au cours d'une expérience donnée peuvent avoir une signification dans le monde réel (« hors du laboratoire »).

## Réalisme expérimental vs. réalisme ordinaire en psychologie
En psychologie, Aronson et Carlsmith ont introduit la distinction entre réalisme expérimental (experimental realism) et réalisme ordinaire (mundane realism). Le premier décrit les situations expérimentales dans lesquelles les sujets quoi qu’ayant conscience de participer à une expérience, se "prennent au jeu" et se comportent donc "naturellement" (même si la situation expérimentale n'a rien à voir avec une situation réelle). Le réalisme ordinaire sert à décrire une situation où les conditions expérimentales s'approchent le plus possible des conditions réelles, à tel point qu'une situation similaire pourrait se produire dans la vie normale des sujets. Ces deux notions sont indépendantes et une même expérience peut-être réaliste expérimentalement sans être réaliste ordinairement : par exemple, un jeu vidéo comme Space Invaders implique fortement les joueurs mais n'est pas réaliste au sens ordinaire car la situation qu'il met en jeu n'a pas d'équivalent dans le monde réel.
Le réalisme ordinaire augmente la validité externe d'une expérience, c'est-à-dire sa généralisation au monde réel. On estime généralement que plus les conditions expérimentales s'approchent de la réalité, meilleure sera la validité externe de l'expérience. Toutefois, le réalisme ordinaire va souvent de pair avec des difficultés pratiques et méthodologiques qui peuvent nuire au contrôle dont dispose l'expérimentateur sur le déroulement de l'expérience. La validité externe d'une expérience requiert, par ailleurs, que d'autres conditions soient remplies comme la représentativité des participants par rapport à la population globale, l'absence d'effet Hawthorne...
Pour s'assurer de la validité interne d'une expérience, le réalisme expérimental n'est pas toujours nécessaire. Mais certaines conditions sont par contre, requises, par exemple, la manipulation effective des facteurs expérimentaux, la répartition aléatoire des participants dans les différents traitements expérimentaux, etc.
La validité interne d'une expérience est bien entendu une condition nécessaire pour sa validité externe : il est impossible de généraliser des résultats d'une expériences si ces résultats eux-mêmes sont susceptibles d'être invalides.